# Waki Yamato
Waki Yamato (大和 和紀, Yamato Waki, nascut el 13 de març de 1948 a Sapporo) és una mangaka japonesa. Va debutar el 1966 amb la història curta Dorobou Tenshi.
Des del seu debut, Yamato va crear i publicar una gran varietat d'obres en el gènere del shōjo manga. Entre les seves primeres obres, Mon Cherie CoCo (1971), va ser adaptada a una sèrie anime de la TV, i l'obra Haikara-san ga Tōru (1975-1977), molt reeixida, va guanyar el 1r Kodansha Manga Award per shōjo el 1977. També se'n va fer un musical a Takarazuka Revue. Amb aquestes primeres obres, va aconseguir situar-se com una de les artistes manga més populars.

## Obres
- Dorobou Tenshi, (どろぼう天使, L'àngel lladre) breu obra de debut, 1966
- Mon Cherie CoCo, (モンシェリCoCo) 1971
- Redii Mitsuko, (レディーミツコ, Lady Mitsuko[4]). 1975 - 1976
- Haikara-san ga Tōru, (はいからさんが通る, "The Modern Girl Passes By") 1975 - 1977
- Killa, (Killa) 1977 - 1978
- Ten no Hate, Chi no Kagiri, (天の果て地の限り) 1978
- Aramis ’78, (アラミス’78) 1978 - 1984
- Kigen 2600 nen no Playball, (紀元2600年のプレイボール) 1979 - 1980
- Gekkou-ju, (月光樹, Moonlight Shining Tree) 1980
- Yokohama Monogatari, (ヨコハマ物語, The Story of Yokohama) 1981 - 1983
- N. Y. Komachi, (NY小町, The Belle of New York) 1985 - 1988
- Asaki Yume Mishi, (あさきゆめみし, Asakiyunemishi, basat en l'obra de Murasaki Shikibu Genji Monogatari (1980-1993)
- Hi-heel Cop, (ハイヒールCOP) 1989 - 1994
- Tenshi no Kajitsu, (天使の果実, Fruit de l'àngel, basat en la novel·la de Shizuka Ijuuin) 1993 - 1994
- Niji no Natascha, (虹のナターシャ, Natascha de l'arc iris, basat en la novel·la de Mariko Hayashi) 1995 - 1997
- Nishimuku Samurai, (にしむく士, Samurai facing to the West) 1997
- Baby-sitter Gin!, (ベビーシッター・ギン!) 1997
- Kurenai Niwofu, (紅匂ふ)

Dues de les obres de Yamato es van adaptar a sèries de televisió anime: Mon Cherie Coco el 1972, i Haikara-san ga Tōru (també coneguda com a Mademoiselle Anne a Itàlia i Marc et Marie a França) el 1978. D'aquest últim també se'n va fer una pel·lícula amb personatges reals el 1987.